# Иноземцев, Михаил Иванович (Герой Социалистического Труда)
Михаил Иванович Иноземцев (12 августа 1929 — 2001) — передовик советской строительной отрасли, бригадир комплексной бригады строительного управления № 1 треста «Липецкстрой», Герой Социалистического Труда (1966).

## Биография
Родился в 1929 году в селе Большой Хомутец (ныне — в Липецкой области) в русской семье.
Окончив школу фабрично-заводского ученичества, устроился работать рядовым строителем в тресте «Липецкстрой». Вскоре возглавил бригаду. Его бригада занималась возведением домен, прокатных станов, листопрокатных и кислородно-конверторных цехов. Ему доверяли сложные строительные объекты.
Указом Президиума Верховного Совета СССР от 11 августа 1966 года за достижение высоких показателей в строительстве Михаилу Ивановичу Иноземцеву было присвоено звание Героя Социалистического Труда с вручением ордена Ленина и медали «Серп и Молот».
Продолжал трудиться в тресте, в 1970-х годов его бригаде доверили строительство мощной газокомпрессорной станции на трассе Уренгой-Новопсков.
Неоднократно избирался депутатом Липецкого городского совета депутатов.
Умер в 2001 году. Похоронен в родном селе.

## Память
- В селе Большой Хомутец Липецкой области, Герою установлен бюст.

## Награды
За трудовые успехи был удостоен:
- золотая звезда «Серп и Молот» (11.08.1966)
- орден Ленина (11.08.1966)
- Орден Октябрьской Революции (05.04.1971)
- две медали За трудовую доблесть (28.05.1960, 26.04.1963)
- другие медали.
- Заслуженный строитель РСФСР (23.02.1965)